# Lola (film 1981)
Lola è un film drammatico prodotto in Germania Ovest nel 1981 e diretto da Rainer Werner Fassbinder.

## Trama
A Coburgo, l'imprenditore Schuckert gestisce un bordello, meta di gran parte della popolazione locale e delle autorità cittadine. Sono passati poco più di dieci anni dalla seconda guerra mondiale, e nella cittadina la corruzione dilaga a tutti i livelli. Un giorno giunge a Coburgo il nuovo assessore all'urbanistica, Van Bohm, uomo retto e idealista, determinato a svolgere con la massima onestà il proprio mestiere. La sensibilità che anima al tempo stesso il suo carattere lo porta a invaghirsi di Lola, una prostituta del bordello schietta e genuina, autentica e trasparente nonostante il mestiere che svolge, e di cui l'assessore è all'oscuro. Lola concede i propri favori a tutte le personalità del luogo, offrendo il proprio corpo con semplicità ma avvertendo al contempo l'esigenza di essere amata e di uscire da un mondo dove viene soltanto usata.
Dopo una breve relazione tra i due, Lola cerca di allontanare Van Bohm, il quale viene poi a scoprire dove lavora la ragazza. Profondamente ferito, Van Bohm vede piombare nella falsità e nella corruzione anche l'amore. La sua reazione istintiva, fatta di rabbia e rettitudine tout court, si scontra con l'ipocrisia locale. I suoi piani per fare arrestare Schuckert sbattono contro una realtà che ha ormai accettato pienamente la via del compromesso. Van Bohm, allora, capisce che deve piegarsi. Dà l'avallo a un affare sporco patrocinato da Schuckert e si reca nel cabaret, chiedendo la mano di Lola. Il film si chiude con il matrimonio tra i due, sinceramente innamorati l'uno dell'altra, mentre poco prima della partenza per la luna di miele la donna si concede una volta di più a Schuckert.